# 2025年电竞世界杯
2025年電競世界盃（英語：2025 Esports World Cup）為第二屆電競世界盃，将于2025年7月7日在沙特阿拉伯首都利雅得举行，比赛项目包括《DOTA2》、《英雄联盟》、《无畏契约》、《王者荣耀》、《在线国际象棋》等共25项赛事。

## 遊戲錦標賽
《英雄聯盟》
- 日期：7月16日—7月20日
- 總獎金：

《Apex 英雄》-ALGS: 2025 Midseason Playoffs
- 日期：7月10日—7月13日 （GMT +3）
- 總獎金：$2,000,000

《王者榮耀》
- 日期：7月15日—7月26日
- 總獎金：$3,000,000